# Union africaine des travailleurs communistes internationalistes
L'Union africaine des travailleurs communistes internationalistes (UATCI) est une organisation communiste révolutionnaire d'inspiration trotskiste, présente en Côte d'Ivoire. Elle est membre de l'Union communiste internationaliste (trotskiste). 

## Presse
L'organisation édite deux publications mensuelles intitulées Le Pouvoir aux travailleurs, l'une au sein de l'immigration africaine en France, l'autre en Côte d'Ivoire.